# Sommarkvällar på jorden
Sommarkvällar på jorden är en svensk film från 1987 med regi och manus av Gunnel Lindblom. Sif Ruud spelar huvudrollen som Karna för vilken hon fick motta pris för "bästa skådespelerska" vid en filmfestival i Barcelona 1987.

## Om filmen
Filmens förlaga var pjäsen Några sommarkvällar på jorden av Agneta Pleijel vilken hade uppförts på Dramaten mellan april och juni 1986. Filminspelningen ägde rum i Stockholm (bland annat på tidningen Aftonbladets redaktion i Klarakvarteren) och på Djurö Stockholms skärgård. Producent var Peter Hald och fotograf Lasse Björne. Filmen klipptes av Hélène Berlin och premiärvisades den 13 april 1987 på biograf Riviera i Stockholm.
Filmen mottogs väl av pressen.

## Handling
Filmen berättas som en återblick av Tomas, författare som har ett förhållande med skådespelaren Ulrika.

## Rollista
- Sif Ruud – Karna
- Per Mattsson – Tomas
- Margaretha Byström – Ulrika
- Harriet Andersson – Magda
- Mona Malm	– Gertrud
- Ulf Johanson – Fredrik
- Inga-Lill Andersson – Tanja
- Leif Ahrle – Bror

### Fotnoter
1. 1 2 3 4  ”Sommarkvällar på jorden”. Svensk Filmdatabas. http://sfi.se/sv/svensk-filmdatabas/Item/?itemid=16862&type=MOVIE&iv=Basic&ref=/templates/SwedishFilmSearchResult.aspx?id%3d1225%26epslanguage%3dsv%26searchword%3dsommarkv%C3%A4llar+p%C3%A5+jorden%26type%3dMovieTitle%26match%3dBegin%26page%3d1%26prom%3dFalse. Läst 20 maj 2013.